# Tanah Datar (Pekanbaru Kota)
Tanah Datar is een bestuurslaag in het regentschap Pekanbaru van de provincie Riau, Indonesië. Tanah Datar telt 6014 inwoners (volkstelling 2010).